# Hallertau
Hallertau (także Holledau, Hollerdau) – obszar w środkowej Bawarii o powierzchni 2400 km²; największy na świecie zwarty obszar uprawy chmielu. Lokalna produkcja stanowiła w 2016 roku 86% niemieckiej i 34% światowej.

## Geografia
Hallertau nie jest regionem historycznym ani nie ma wyraźnie sprecyzowanych granic. Od południa obszar upraw nie przekracza rzek Glonn, Amper i Izara, zaś od północy Dunaj i Altmühl. Kształt regionu jest podłużny, ograniczony miastami Ingolstadt, Kelheim, Landshut, Moosburg, Freising i Schrobenhausen, rozciągając się na 65 km ze wschodu na zachód i do 50 km z północy na południe. Hallertau zlokalizowany jest na terenie pięciu powiatów w obrębie dwóch rejencji: Górna Bawaria i Dolna Bawaria.
Jest to obszar wybitnie rolniczy, słynący przede wszystkim z upraw chmielu i szparagów. Większe miasta znajdują się jedynie na obrzeżu, poza właściwym Hallertau. Większość upraw znajduje się w powiatach Pfaffenhofen (37%) i Kelheim (37%), reszta upraw znajduje się w powiatach Fryzynga (13%), Landshut (8%), Eichstätt (4%) i Neuburg-Schrobenhausen (0,3%). Pochodzenie nazwy regionu nie jest dokładnie znane, jednak prawdopodobnie wiąże się z rozległą, podmokłą puszczą jaka porastała go w średniowieczu, rozdzielając Bawarię Górną od Dolnej. Do dziś przebiega tędy granica między dwoma tak nazwanymi bawarskimi okręgami. 

## Uprawa chmielu

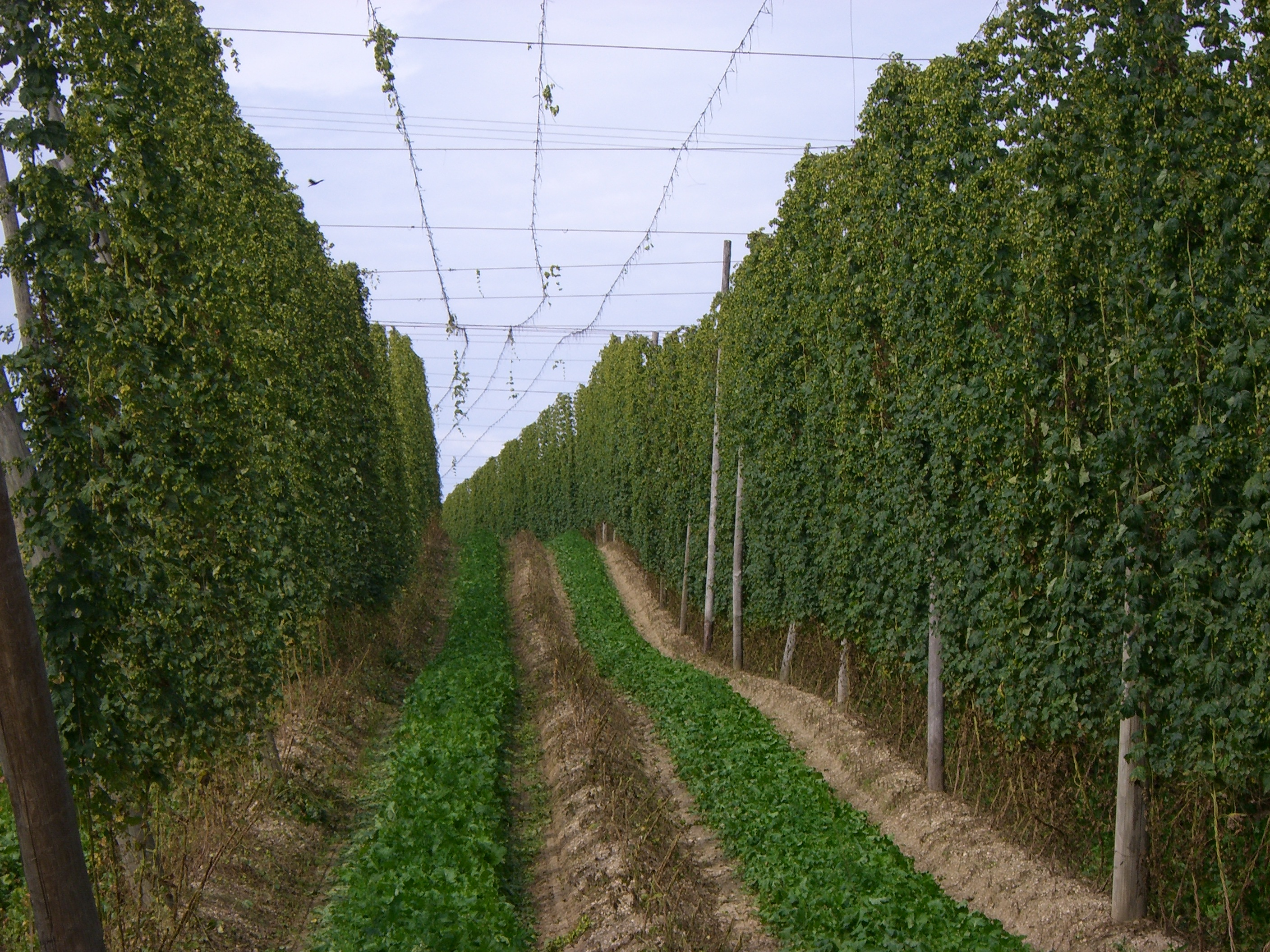
Chmiel w okresie zbiorów

Hallertau jest najstarszym znanym regionem uprawy chmielu na świecie. Pierwsza wzmianka pochodzi z roku 736 i być może wiąże się z przybyciem Słowian na północ Bawarii, od których plemiona germańskie mogły nauczyć się wykorzystywać zioło. Dzięki pracom św. Hildegardy z Bingen w XII wieku, użycie chmielu rozpowszechniło się w piwowarstwie. Do XIX wieku Hallertau, mimo długiej tradycji, nie był najważniejszym obszarem upraw chmielu, jednak uwłaszczenie chłopów bawarskich w 1848 roku zbiegło się z dobrą koniunkturą i rewolucją przemysłową, co zachęciło wielu lokalnych rolników do rozpoczęcia upraw. Od 1912 roku Hallertau stał się największym obszarem chmielarskim w Niemczech, wyprzedzając regiony wokół frankońskiego miasteczka Spalt, szwabskiego miasteczka Tettnang oraz północnoniemieckie uprawy nad Łabą i Soławą.
Aby zapewnić jakość produkcji wprowadzono system okręgów certyfikacji, których jest obecnie 15. Najstarszy, w Wolznach, powołano w 1834 roku. Następnie powstały kolejne w … W 1992 roku przyłączono okręg Altmannstein w powiecie Eichstätt, a w 2004 roku Hersbruck, który jednak jest położony we Frankonii poza geograficznym obszarem Hallertau.
Łączny obszar upraw wyniósł 15 229 ha w 2011 roku. Głównymi odmianami są Hallertauer Magnum (3 164 ha i 5 991 t w 2011 r.), Taurus (850 ha i 2 012 t), Perle (3 129 ha i 6 493 t), Hersbrucker (773 ha i 1 470 t) oraz Herkules (2 422 ha i 7 544 t). 

## Turystyka

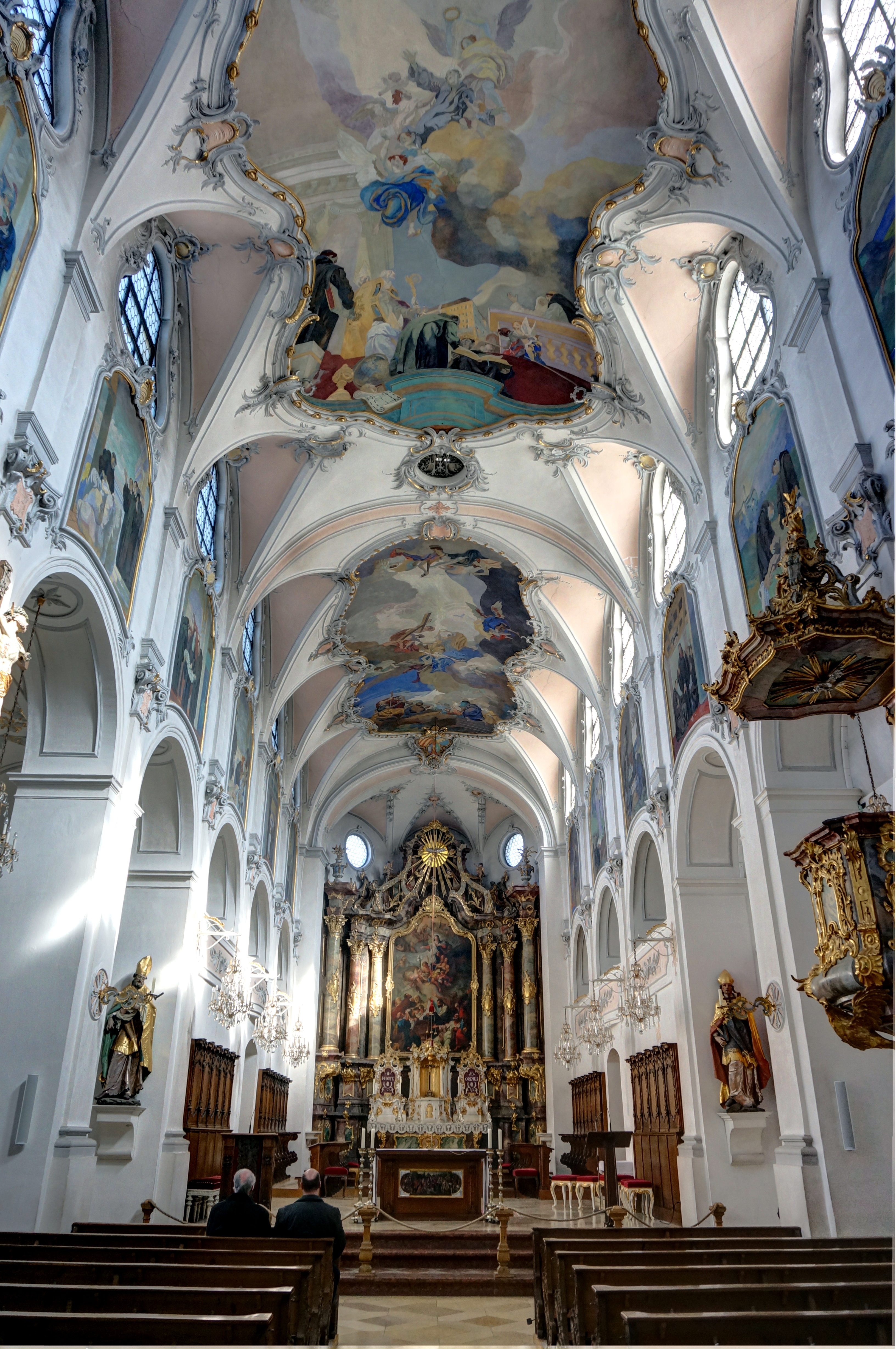
Wnętrze kościoła klasztornego w Scheyern

W regionie znajduje się wiele atrakcji, w tym niektóre o znaczeniu ponadregionalnym. Z Scheyern wywodzi się ród Wittelsbachów, jaki rządził Bawarią od 1180 do 1918 roku. Dziś w miejscu pierwotnego zamku stoi okazały klasztor. W Wolnzach znajduje się Niemieckie Muzeum Chmielu, a wystawy poświęcone uprawom znajdują się jeszcze w kilku innych miejscowościach. W Manching znajduje zię muzeum Rzymian i Celtów, zaś o długiej historii chrześcijaństwa świadczą liczne zabytkowe kościoły, spośród których wyróżniają się świątynie w Scheyern, Abensbergu, Allersdorfie k. Abensbergu, Weltenburgu, Rohr, Mainburgu czy Ilmmünster. 
Turystów przyciągają też lokalne wydarzenia, takie jak Gillamoos na początku września – największy festyn w Hallertau i jeden z najstarszych w Bawarii. Ponadto punkty gastronomiczne mają tradycyjne okresy potraw regionalnych: kiełków szparagowych od połowy marca do końca kwietnia, szparagów w maju i czerwcu, chmielu w sierpniu i pierwszej połowie września i dziczyzny od połowy października do połowy listopada.

## Ciekawostki
- Z Abensbergu wywodzi się znany niemiecki humanista doby renesansu Jan Aventinus
- Lokalny strój ludowy (Hallertauer Tracht) wyszedł z użytku w 2. połowie XIX wieku, zastąpiony przez strój górali miesbachskich z charakterystycznymi spodniami skórzanymi, jaki został spopularyzowany przez księcia regenta Luitpolda jako bawarski strój narodowy.
- Rozjazd autostrad A9 i A93 nosi nazwę Holledau. Pobliski punkt obsługi podróżnych jest najstarszym w Bawarii i trzecim najstarszym w Niemczech, otwarty w 1938 roku.
- Rozwój regionu wsparło wybudowanie lokalnej kolei hallertauerskiej pod koniec XIX wieku. Obecnie na odcinku Rohrbach – Wolnzach okazjonalnie jeżdżą koleje turystyczne[5]. W 2018 r. zaproponowano wykorzystanie części linii z Fryzyngi do Zolling jako przedłużenie linii S1 monachijskiej szybkiej kolei miejskiej.